# Indianapolis 500 in 2014
De 98e editie van de Indianapolis 500 werd gereden op zondag 25 mei 2014 op de Indianapolis Motor Speedway in Indianapolis in de staat Indiana. Tony Kanaan wist zijn titel niet te verdedigen. Ed Carpenter wist zich net als vorig jaar op pole positie te kwalificeren. Ryan Hunter-Reay wist de race op zijn naam te schrijven, de eerste Amerikaan sinds Sam Hornish jr. in 2006.
Voorafgaand aan deze race werd er een race verreden op het binnencircuit, deze werd gewonnen door Simon Pagenaud.

## Programma
Op 29 April begonnen Jacques Villeneuve en Kurt Busch aan hun oriëntatie op de oval baan. De jaarlijkse Rookie oriëntatie vond plaats op 5 juli. Het raceweekend op het binnencircuit werd gehouden van 8 t/m 10 mei, het circuit werd in een dag omgebouwd naar de oval lay-out. Op zondag 11 mei begon de eerste vrije training van de Indy 500.
| Programma — april/mei 2014 | Programma — april/mei 2014 | Programma — april/mei 2014 | Programma — april/mei 2014 | Programma — april/mei 2014  | Programma — april/mei 2014                 | Programma — april/mei 2014    |
| ZO                         | MA                         | DI                         | WO                         | DO                          | VR                                         | ZA                            |
| -------------------------- | -------------------------- | -------------------------- | -------------------------- | --------------------------- | ------------------------------------------ | ----------------------------- |
| 27                         | 28                         | 29 Oriëntatie tests        | 30 binnencircuit Open test | 1                           | 2                                          | 3 Mini-Marathon               |
| 4                          | 5 ROP                      | 6                          | 7                          | 8 Grand Prix Vrije training | 9 Grand Prix Kwalificatie                  | 10 Grand Prix of Indianapolis |
| 11 Vrije training          | 12 Vrije training          | 13 Vrije training          | 14 Vrije training          | 15 Vrije training           | 16 Vrije training Fast Friday              | 17 Time Trials                |
| 18 Time Trials             | 19 Vrije training          | 20                         | 21 Community Day           | 22 Indy Lights Kwalificatie | 23 Carb Day Freedom 100 Race (Indy Lights) | 24 Legendes Dag Parade        |
| 25 Indianapolis 500        | 26 Memorial Day            | 27                         | 28                         | 29                          | 30                                         | 31                            |

| \| Kleur \| Opmerkingen \| \| ----------- \| ------------------------- \| \| Groen \| Vrije Trainingen \| \| Donkerblauw \| Tijdritten \| \| Zilver \| Race \| \| Rood \| Regen* \| \| Blank \| Geen circuit activiteiten \| * Dagen wanneer er heel gering gereden is vanwege regen ROP — Rookie Oriëntatie Programma |                           |
| Kleur | Opmerkingen               |
| Groen | Vrije Trainingen          |
| Donkerblauw | Tijdritten                |
| Zilver | Race                      |
| Rood | Regen*                    |
| Blank | Geen circuit activiteiten |

| Kleur       | Opmerkingen               |
| ----------- | ------------------------- |
| Groen       | Vrije Trainingen          |
| Donkerblauw | Tijdritten                |
| Zilver      | Race                      |
| Rood        | Regen*                    |
| Blank       | Geen circuit activiteiten |

## Inschrijvingen
Aan dexe race gaan namen zes Indy 500 winnaars mee. Regerend kampioen Tony Kanaan en voormalig kampioen Scott Dixon kwamen uit voor Chip Ganassi Racing. Drievoudig kampioen Hélio Castroneves nam deel met Team Penske. Zijn teamgenoot Juan Pablo Montoya keerde sinds 2000 terug na in de Formule 1 en Nascar te hebben gereden.
Jacques Villeneuve kondigde aan dat hij zal terugkeren in de Indy 500 bij Schmidt Peterson Motorsports. Dit is zijn eerste verschijning sinds zijn overwinning in 1995. Buddy Lazier de kampioen van 1996 neemt net als vorig jaar deel aan de race met een eigen team.
Voormalig NASCAR Sprint Cup kampioen Kurt Busch reed eerst op de dag de Indy 500 en later nam hij deel aan de Coca-Cola 600 dit is een jaarlijkse Nacar race op de Charlotte Motor Speedway in Concord.
| Nr                           | Rijders              | Team                                  | Sponsor(s)                         | Motor     |
| ---------------------------- | -------------------- | ------------------------------------- | ---------------------------------- | --------- |
| 2                            | Juan Pablo Montoya W | Team Penske                           | Verizon                            | Chevrolet |
| 3                            | Hélio Castroneves W  | Team Penske                           | Pennzoil Ultra Platinum            | Chevrolet |
| 5                            | Jacques Villeneuve W | Schmidt Peterson Motorsports          | Dollar General                     | Honda     |
| 6                            | Townsend Bell        | KV Racing Technology                  | Robert Graham                      | Chevrolet |
| 7                            | Mikhail Aleshin R    | Schmidt Peterson Hamilton Motorsports | SMP                                | Honda     |
| 8                            | Ryan Briscoe         | Chip Ganassi Racing                   | NTT Data                           | Chevrolet |
| 9                            | Scott Dixon W        | Chip Ganassi Racing                   | Target                             | Chevrolet |
| 10                           | Tony Kanaan W        | Chip Ganassi Racing                   | Target                             | Chevrolet |
| 11                           | Sébastien Bourdais   | KV Racing Technology                  | Hydroxycut/Mistic                  | Chevrolet |
| 12                           | Will Power           | Team Penske                           | Verizon                            | Chevrolet |
| 14                           | Takuma Sato          | A.J. Foyt Enterprises                 | ABC Supply                         | Honda     |
| 15                           | Graham Rahal         | Rahal Letterman Lanigan Racing        | National Guard                     | Honda     |
| 16                           | Oriol Servià         | Rahal Letterman Lanigan Racing        | Mi-Jack                            | Honda     |
| 17                           | Sebastián Saavedra   | KV Racing Technology                  | AFS                                | Chevrolet |
| 18                           | Carlos Huertas R     | Dale Coyne Racing                     |                                    | Honda     |
| 19                           | Justin Wilson        | Dale Coyne Racing                     | Boy Scouts of America              | Honda     |
| 20                           | Ed Carpenter         | Ed Carpenter Racing                   | Fuzzy’s Vodka                      | Chevrolet |
| 21                           | J.R. Hildebrand      | Ed Carpenter Racing                   | Preferred Freezer                  | Chevrolet |
| 22                           | Sage Karam R         | Dreyer & Reinbold Kingdom Racing      | Comfort Revolution                 | Chevrolet |
| 25                           | Marco Andretti       | Andretti Autosport                    | Snapple                            | Honda     |
| 26                           | Kurt Busch R         | Andretti Autosport                    | Suretone                           | Honda     |
| 27                           | James Hinchcliffe    | Andretti Autosport                    | United Fiber & Data                | Honda     |
| 28                           | Ryan Hunter-Reay     | Andretti Autosport                    | DHL                                | Honda     |
| 33                           | James Davison R      | KV Racing Technology                  | Always Evolving Racing             | Chevrolet |
| 34                           | Carlos Muñoz         | Andretti Autosport                    | Cinsay AndrettiTV.com              | Honda     |
| 41                           | Martin Plowman R     | A.J. Foyt Enterprises                 | ABC Supply                         | Honda     |
| 63                           | Pippa Mann           | Dale Coyne Racing                     | Susan G. Komen                     | Honda     |
| 67                           | Josef Newgarden      | Sarah Fisher Hartman Racing           | Hartman Oil                        | Honda     |
| 68                           | Alex Tagliani        | Sarah Fisher Hartman Racing           |                                    | Honda     |
| 77                           | Simon Pagenaud       | Schmidt Peterson Hamilton Motorsports | Lucas Oil                          | Honda     |
| 83                           | Charlie Kimball      | Chip Ganassi Racing                   | Novo Nordisk                       | Chevrolet |
| 91                           | Buddy Lazier W       | Lazier Partners Racing                | Wynn Institute for Vision Research | Chevrolet |
| 98                           | Jack Hawksworth R    | Bryan Herta Autosport                 | Charter / Castrol Edge             | Honda     |
| Officiële inschrijvingslijst |                      |                                       |                                    |           |

## Test en Rookie oriëntatie

### Test– Dinsdag 29 april
- Weer: 23 °C (74 °F)
- Samenvatting test: De eerste test moesten rookie Kurt Busch en voormalig winnaar Jacques Villeneuve 25 verplichte rondes rijden, dit omdat Busch alleen een rookie test heeft gedaan en Villeneuve wennen moest aan de baan en de nieuwe auto. Om vier uur lokale tijd begon het licht te regenen de test werd hierdoor afgevlagd. De test werd door beide rijders goed afgerond.

| 1                 | 26 | Kurt Busch (R)     | Andretti Autosport                    | 355.41 | 25 |
| 2                 | 5  | Jacques Villeneuve | Schmidt Peterson Hamilton Motorsports | 350.42 | 83 |
| Officiële uitslag |    |                    |                                       |        |    |

### Rookie oriëntatien– Maandag 5 mei
- Weer: 20 °C (68 °F), merendeels zonnig
- Samenvatting training: Zeven rijder namen deel aan deze training die voor de rookies is. Het rookie programma bestaat uit drie fases (10 ronden met een snelheid van 321.869-329.92 km/h, 15 ronden met een snelheid van 329.92-337.96 km/h en 15 ronden met een snelheid over 337.96 km/h). Zes van de Zeven rijders slaagden voor de rookie test. Sage Karam kreeg mechanische problemen, hij kon alleen de eerste twee fases van de test rijden. De rijders hadden in totaal 622 ronden verreden zonder incident of ongeval.

| 1                 | 26 | Kurt Busch (R)      | Andretti Autosport               | 357.74 | 180 |
| 2                 | 7  | Mikhail Aleshin (R) | Sam Schmidt Motorsports          | 352.72 | 105 |
| 3                 | 22 | Sage Karam (R)      | Dreyer & Reinbold Kingdom Racing | 351.51 | 35  |
| Officiële uitslag |    |                     |                                  |        |     |

## Vrije training

### Openingsdag training– Zondag 11 mei
- Weer: 29 °C (84 °F), merendeels bewolkt
- Samenvatting training: Will Power eindigde als eerste met een snelheid van 358.98 km/h. Naast hem werden Juan Pablo Montoya 2de en was Hélio Castroneves met 82 ronden de meest productieve op de dag. Eerder op de dag ronde Sage Karam zijn rookie test voldoende af. Er reden 24 rijders die in totaal 731 ronden reden zonder incident of ongeval. Om vier uur werd de training afgevlagd vanwege naderend onweer, maar het bereikte de baan niet. E. J. Viso reed voor Andretti Autosport en verving de geblesseerde James Hinchcliffe die de race hiervoor een hersenschudding opliep vanwege een stuk carbon (van een andere auto) die tegen zijn helm kwam.

| Uitslag           | Uitslag | Uitslag            | Uitslag     | Uitslag         | Uitslag       | Uitslag | Uitslag | Uitslag |
| Positie           | Nr      | Rijder             | Team        | Snelheid (km/h) | Aantal rondes |         |         |         |
| ----------------- | ------- | ------------------ | ----------- | --------------- | ------------- | ------- | ------- | ------- |
| 1                 | 12      | Will Power         | Team Penske | 358.98          | 82            |         |         |         |
| 2                 | 2       | Juan Pablo Montoya | Team Penske | 358.08          | 32            |         |         |         |
| 3                 | 3       | Hélio Castroneves  | Team Penske | 357.87          | 83            |         |         |         |
| Officiële uitslag |         |                    |             |                 |               |         |         |         |

### Training– Maandag 12 mei
- Weer: 27 °C (81 °F), merendeels bewolkt
- Samenvatting training: Ryan Hunter-Reay reed als eerste boven de 362.1 km/h. Er reden deze training 30 rijders met een totaal van 2286 ronden zonder een ongeval. Omstreeks 16:48 had Ed Carpenter een mechanische probleem aan de auto, waarna de auto snelheid minderde met rook uit de achterkant van de auto.

| Uitslag           | Uitslag | Uitslag           | Uitslag            | Uitslag         | Uitslag       | Uitslag | Uitslag | Uitslag |
| Positie           | Nr      | Rijder            | Team               | Snelheid (km/h) | Aantal rondes |         |         |         |
| ----------------- | ------- | ----------------- | ------------------ | --------------- | ------------- | ------- | ------- | ------- |
| 1                 | 28      | Ryan Hunter-Reay  | Andretti Autosport | 362.14          | 113           |         |         |         |
| 2                 | 25      | Marco Andretti    | Andretti Autosport | 360.55          | 88            |         |         |         |
| 3                 | 3       | Hélio Castroneves | Team Penske        | 359.91          | 96            |         |         |         |
| Officiële uitslag |         |                   |                    |                 |               |         |         |         |

### Training– Dinsdag 13 mei
- Weer: 26 °C (79 °F), onweer

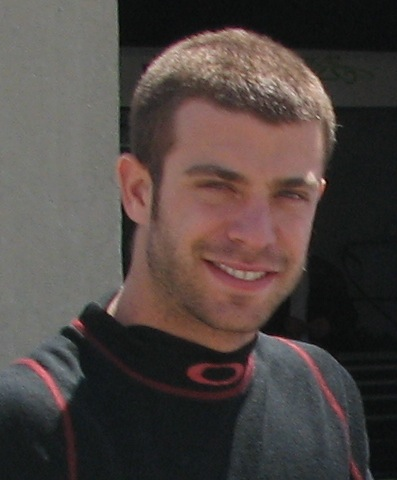
E. J. Viso

- Samenvatting training: E. J. Viso reed verrassend als snelste in de auto van de nog steeds geblesseerde James Hinchcliffe voor Andretti Autosport. Zijn teamgenoot Kurt Busch eindigde op de tweede plek. Juan Pablo Montoya werd derde, maar zijn auto sloeg af in bocht vier dit kwam door een mechanisch probleem. In totaal kwamen 30 rijders in actie met een totaal van 1024 ronden.

| Uitslag           | Uitslag | Uitslag            | Uitslag            | Uitslag         | Uitslag       | Uitslag | Uitslag | Uitslag |
| Positie           | Nr      | Rijder             | Team               | Snelheid (km/h) | Aantal rondes |         |         |         |
| ----------------- | ------- | ------------------ | ------------------ | --------------- | ------------- | ------- | ------- | ------- |
| 1                 | 27      | E. J. Viso         | Andretti Autosport | 361.28          | 43            |         |         |         |
| 2                 | 26      | Kurt Busch (R)     | Andretti Autosport | 360.75          | 39            |         |         |         |
| 3                 | 2       | Juan Pablo Montoya | Team Penske        | 360.68          | 25            |         |         |         |
| Officiële uitslag |         |                    |                    |                 |               |         |         |         |

### Training– Woensdag 14 mei
- Weer: 27 °C (81 °F), regen

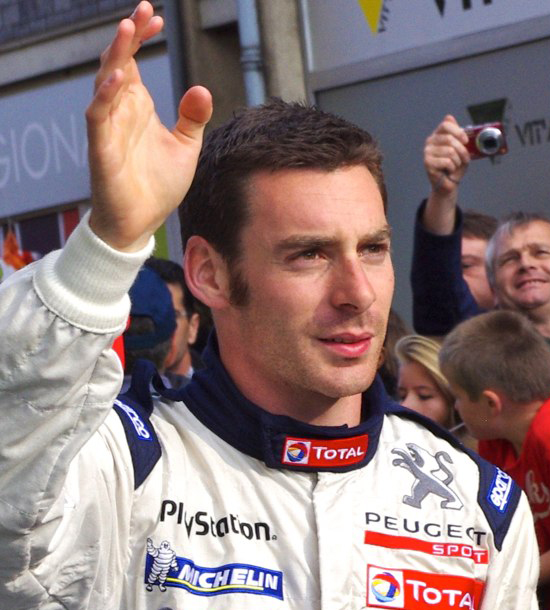
Simon Pagenaud

- Samenvatting training: Door de regen werd de training uitgesteld tot 17:00 lokale tijd. De officials verlengden de training tot 19:00 lokale tijd, zo konden de rijders toch nog de baan op. Net na 18:00 lokale tijd verloor Jack Hawksworth de controle over zijn auto en crashte in de buitenmuur. Hawksworth hield geen blessures of wonden over aan zijn crash. Om 18:24 lokale tijd begon het weer te regenen en de training werd afgevlagd. Deze training reden er 29 rijders die in totaal 1044 ronden aflegden. Simon Pagenaud reed als snelste van de hele maand met een snelheid van boven de 363.71 km/h.

| Uitslag           | Uitslag | Uitslag         | Uitslag                               | Uitslag         | Uitslag       | Uitslag | Uitslag | Uitslag |
| Positie           | Nr      | Rijder          | Team                                  | Snelheid (km/h) | Aantal rondes |         |         |         |
| ----------------- | ------- | --------------- | ------------------------------------- | --------------- | ------------- | ------- | ------- | ------- |
| 1                 | 77      | Simon Pagenaud  | Schmidt Peterson Hamilton Motorsports | 363.91          | 36            |         |         |         |
| 2                 | 21      | J.R. Hildebrand | Ed Carpenter Racing                   | 363.48          | 31            |         |         |         |
| 3                 | 9       | Scott Dixon     | Chip Ganassi Racing                   | 362.90          | 49            |         |         |         |
| Officiële uitslag |         |                 |                                       |                 |               |         |         |         |

### Training– Donderdag 15 mei
- Weer: 10 °C (50 °F), bewolkt

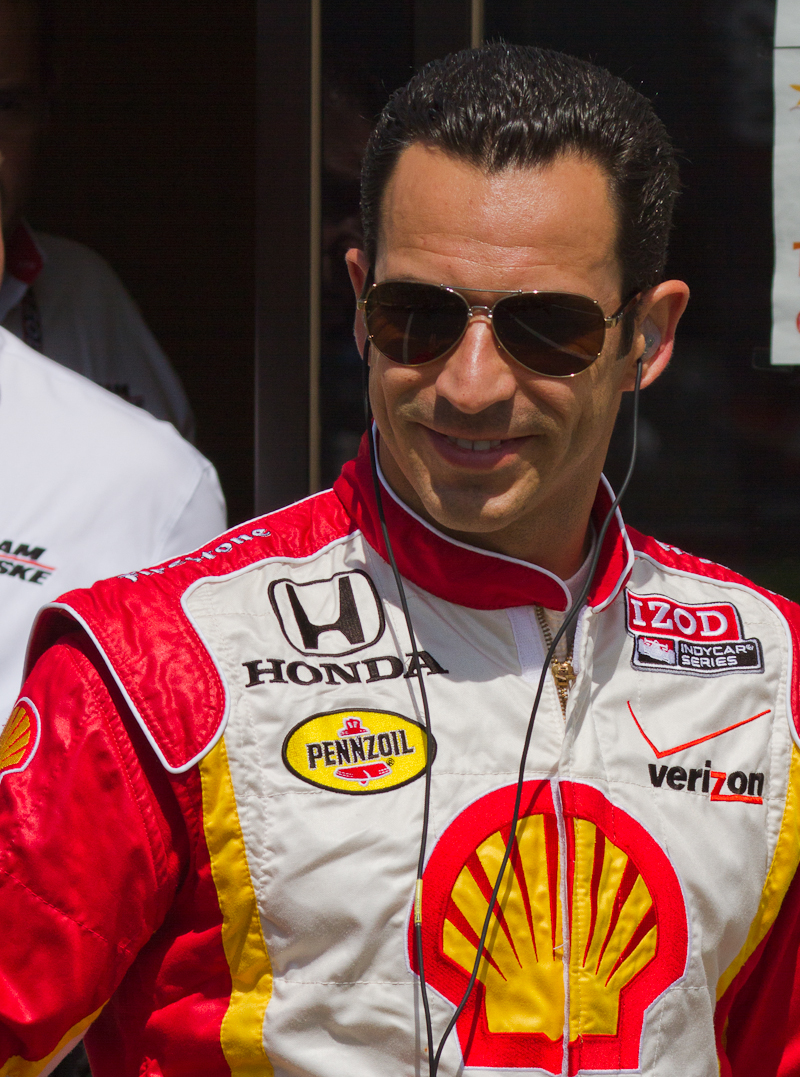
Hélio Castroneves

- Samenvatting training: Dit was de drukste dag van alle trainingen, 34 rijders reden in totaal 2516 ronden. In het laatste uur van de training reed Hélio Castroneves met 365.59 km/h de snelste ronde van de maand. James Hinchcliffe mocht deze week weer rijden nadat de doktoren hem goedgekeurd hebben. E. J. Viso en Pippa Mann kregen te kampen met mechanische problemen aan de motor. Mikhail Aleshin moest zijn auto aan de kant nadat zijn motor vlam vatte.

| Uitslag           | Uitslag | Uitslag           | Uitslag             | Uitslag         | Uitslag       | Uitslag | Uitslag | Uitslag |
| Positie           | Nr      | Rijder            | Team                | Snelheid (km/h) | Aantal rondes |         |         |         |
| ----------------- | ------- | ----------------- | ------------------- | --------------- | ------------- | ------- | ------- | ------- |
| 1                 | 3       | Hélio Castroneves | Team Penske         | 365.59          | 50            |         |         |         |
| 2                 | 20      | Ed Carpenter      | Ed Carpenter Racing | 364.13          | 52            |         |         |         |
| 3                 | 12      | Will Power        | Team Penske         | 363.55          | 35            |         |         |         |
| Officiële uitslag |         |                   |                     |                 |               |         |         |         |

### Training– Vrijdag 16 mei
- Weer: 12 °C (53 °F), Regen

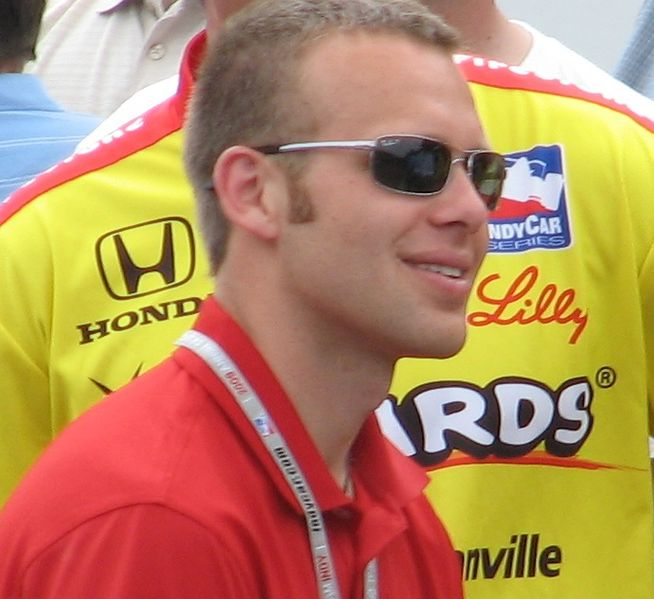
Ed Carpenter

- Samenvatting training: Door de regen die de hele dag aanwezig was konden de rijders maar 19 minuten tijd om te rijden. Ed Carpenter reed de snelste ronde van de maand met een snelheid van 370.99 km/h. Het was de snelste ronde sinds 2003. Er waren verder geen incidenten of ongevallen.

| Uitslag           | Uitslag | Uitslag           | Uitslag             | Uitslag         | Uitslag       | Uitslag | Uitslag | Uitslag |
| Positie           | Nr      | Rijder            | Team                | Snelheid (km/h) | Aantal rondes |         |         |         |
| ----------------- | ------- | ----------------- | ------------------- | --------------- | ------------- | ------- | ------- | ------- |
| 1                 | 20      | Ed Carpenter      | Ed Carpenter Racing | 370.99          | 8             |         |         |         |
| 2                 | 3       | Hélio Castroneves | Team Penske         | 369.90          | 9             |         |         |         |
| 3                 | 25      | Marco Andretti    | Andretti Autosport  | 369.21          | 4             |         |         |         |
| Officiële uitslag |         |                   |                     |                 |               |         |         |         |

## Tijdritten

### Kwalificatie dag 1– Zaterdag 17 mei
- Weer: 13 °C (55 °F), gedeeltelijk bewolkt
- Samenvatting kwalificatie: Ed Carpenter kwam tot de snelste tijd en zal bij de snelste 9 rijders horen voor de kwalificatie op zondag.

| Eerste ronde – Zaterdag 17 mei 2014 | Eerste ronde – Zaterdag 17 mei 2014 | Eerste ronde – Zaterdag 17 mei 2014 | Eerste ronde – Zaterdag 17 mei 2014   | Eerste ronde – Zaterdag 17 mei 2014 | Eerste ronde – Zaterdag 17 mei 2014 | Eerste ronde – Zaterdag 17 mei 2014 | Eerste ronde – Zaterdag 17 mei 2014 | Eerste ronde – Zaterdag 17 mei 2014 |
| Positie                             | Nr                                  | Rijder                              | Team                                  | Motor                               | Snelheid (km/h)                     | Punten                              |                                     |                                     |
| Snelste 9 rijders: Posities 1–9     | Snelste 9 rijders: Posities 1–9     | Snelste 9 rijders: Posities 1–9     | Snelste 9 rijders: Posities 1–9       | Snelste 9 rijders: Posities 1–9     | Snelste 9 rijders: Posities 1–9     | Snelste 9 rijders: Posities 1–9     | Snelste 9 rijders: Posities 1–9     | Snelste 9 rijders: Posities 1–9     |
| ----------------------------------- | ----------------------------------- | ----------------------------------- | ------------------------------------- | ----------------------------------- | ----------------------------------- | ----------------------------------- | ----------------------------------- | ----------------------------------- |
| 1                                   | 20                                  | Ed Carpenter                        | Ed Carpenter Racing                   | Chevrolet                           | 371.21                              | 33                                  |                                     |                                     |
| 2                                   | 34                                  | Carlos Muñoz                        | Andretti Autosport                    | Honda                               | 370.89                              | 32                                  |                                     |                                     |
| 3                                   | 3                                   | Hélio Castroneves                   | Team Penske                           | Chevrolet                           | 370.84                              | 31                                  |                                     |                                     |
| 4                                   | 27                                  | James Hinchcliffe                   | Andretti Autosport                    | Honda                               | 370.80                              | 30                                  |                                     |                                     |
| 5                                   | 12                                  | Will Power                          | Team Penske                           | Chevrolet                           | 370.67                              | 29                                  |                                     |                                     |
| 6                                   | 25                                  | Marco Andretti                      | Andretti Autosport                    | Honda                               | 370.36                              | 28                                  |                                     |                                     |
| 7                                   | 77                                  | Simon Pagenaud                      | Schmidt Peterson Hamilton Motorsports | Honda                               | 370.26                              | 27                                  |                                     |                                     |
| 8                                   | 67                                  | Josef Newgarden                     | Sarah Fisher Hartman Racing           | Honda                               | 370.20                              | 26                                  |                                     |                                     |
| 9                                   | 21                                  | J.R. Hildebrand                     | Ed Carpenter Racing                   | Chevrolet                           | 370.19                              | 25                                  |                                     |                                     |
| Officiële uitslag                   |                                     |                                     |                                       |                                     |                                     |                                     |                                     |                                     |
| Posities 10–30                      |                                     |                                     |                                       |                                     |                                     |                                     |                                     |                                     |
| 10                                  | 26                                  | Kurt Busch (R)                      | Andretti Autosport                    | Honda                               | 370.08                              | 24                                  |                                     |                                     |
| 11                                  | 28                                  | Ryan Hunter-Reay                    | Andretti Autosport                    | Honda                               | 369.99                              | 23                                  |                                     |                                     |
| 12                                  | 98                                  | Jack Hawksworth (R)                 | Bryan Herta Autosport                 | Honda                               | 369.85                              | 22                                  |                                     |                                     |
| 13                                  | 2                                   | Juan Pablo Montoya                  | Team Penske                           | Chevrolet                           | 369.80                              | 21                                  |                                     |                                     |
| 14                                  | 9                                   | Scott Dixon                         | Chip Ganassi Racing                   | Chevrolet                           | 369.00                              | 20                                  |                                     |                                     |
| 15                                  | 7                                   | Mikhail Aleshin (R)                 | Schmidt Peterson Hamilton Motorsports | Honda                               | 368.69                              | 19                                  |                                     |                                     |
| 16                                  | 19                                  | Justin Wilson                       | Dale Coyne Racing                     | Honda                               | 368.45                              | 18                                  |                                     |                                     |
| 17                                  | 8                                   | Ryan Briscoe                        | Chip Ganassi Racing                   | Chevrolet                           | 368.26                              | 17                                  |                                     |                                     |
| 18                                  | 14                                  | Takuma Sato                         | A.J. Foyt Enterprises                 | Honda                               | 368.20                              | 16                                  |                                     |                                     |
| 19                                  | 83                                  | Charlie Kimball                     | Chip Ganassi Racing                   | Chevrolet                           | 368.07                              | 15                                  |                                     |                                     |
| 20                                  | 15                                  | Graham Rahal                        | Rahal Letterman Lanigan Racing        | Honda                               | 368.00                              | 14                                  |                                     |                                     |
| 21                                  | 22                                  | Sage Karam (R)                      | Dreyer & Reinbold Kingdom Racing      | Chevrolet                           | 367.98                              | 13                                  |                                     |                                     |
| 22                                  | 6                                   | Townsend Bell                       | KV Racing Technology                  | Chevrolet                           | 367.75                              | 12                                  |                                     |                                     |
| 23                                  | 10                                  | Tony Kanaan                         | Chip Ganassi Racing                   | Chevrolet                           | 367.63                              | 11                                  |                                     |                                     |
| 24                                  | 11                                  | Sébastien Bourdais                  | KV Racing Technology                  | Chevrolet                           | 367.55                              | 10                                  |                                     |                                     |
| 25                                  | 63                                  | Pippa Mann                          | Dale Coyne Racing                     | Honda                               | 367.51                              | 9                                   |                                     |                                     |
| 26                                  | 17                                  | Sebastián Saavedra                  | KV Racing Technology                  | Chevrolet                           | 367.40                              | 8                                   |                                     |                                     |
| 27                                  | 5                                   | Jacques Villeneuve                  | Schmidt Peterson Motorsports          | Honda                               | 367.21                              | 7                                   |                                     |                                     |
| 28                                  | 33                                  | James Davison (R)                   | KV Racing Technology                  | Chevrolet                           | 367.17                              | 6                                   |                                     |                                     |
| 29                                  | 16                                  | Oriol Servià                        | Rahal Letterman Lanigan Racing        | Honda                               | 366.99                              | 5                                   |                                     |                                     |
| 30                                  | 18                                  | Carlos Huertas (R)                  | Dale Coyne Racing                     | Honda                               | 366.92                              | 4                                   |                                     |                                     |
| Posities 31–33                      |                                     |                                     |                                       |                                     |                                     |                                     |                                     |                                     |
| 31                                  | 68                                  | Alex Tagliani                       | Sarah Fisher Hartman Racing           | Honda                               | 366.63                              | 3                                   |                                     |                                     |
| 32                                  | 41                                  | Martin Plowman (R)                  | A.J. Foyt Enterprises                 | Honda                               | 365.39                              | 2                                   |                                     |                                     |
| 33                                  | 91                                  | Buddy Lazier                        | Lazier Partners Racing                | Chevrolet                           | 364.59                              | 1                                   |                                     |                                     |

### Kwalificatie dag 2– Zondag 18 mei
- Weer: n.n.b.
- Samenvatting kwalificatie: De tweede dag van de kwalificaties begon met het kwalificeren van de posities 10 t/m 33. Juan Pablo Montoya kwalificeerde zich op de 10de positie met een gemiddelde snelheid van 371.77 km/h over vier ronden. Daarna werden de plekken 1 t/m 9 verdeeld, Ed Carpenter kwam tot een gemiddelde snelheid van 371.87 km/h en kwalificeerde zich hiermee op de 1ste plaats. Het totale snelheidsgemiddelde van het hele veld kwam op 369.15 km/h, het snelste gemiddelde in de Indy 500 geschiedenis.

| 1 | 20 | Ed Carpenter      | Ed Carpenter Racing                   | Chevrolet | 371.87 | 9 |
| 2 | 27 | James Hinchcliffe | Andretti Autosport                    | Honda     | 371.50 | 8 |
| 3 | 12 | Will Power        | Team Penske                           | Chevrolet | 371.27 | 7 |
| 4 | 3  | Hélio Castroneves | Team Penske                           | Chevrolet | 371.19 | 6 |
| 5 | 77 | Simon Pagenaud    | Schmidt Peterson Hamilton Motorsports | Honda     | 371.14 | 5 |
| 6 | 25 | Marco Andretti    | Andretti Autosport                    | Honda     | 371.02 | 4 |
| 7 | 34 | Carlos Muñoz      | Andretti Autosport                    | Honda     | 370.38 | 3 |
| 8 | 67 | Josef Newgarden   | Sarah Fisher Hartman Racing           | Honda     | 369.98 | 2 |
| 9 | 21 | J.R. Hildebrand   | Ed Carpenter Racing                   | Chevrolet | 368.10 | 1 |

| 10 | 2  | Juan Pablo Montoya  | Team Penske                           | Chevrolet | 371.77 |
| 11 | 9  | Scott Dixon         | Chip Ganassi Racing                   | Chevrolet | 371.64 |
| 12 | 26 | Kurt Busch (R)      | Andretti Autosport                    | Honda     | 371.41 |
| 13 | 98 | Jack Hawksworth (R) | Bryan Herta Autosport                 | Honda     | 370.96 |
| 14 | 19 | Justin Wilson       | Dale Coyne Racing                     | Honda     | 370.56 |
| 15 | 7  | Mikhail Aleshin (R) | Schmidt Peterson Hamilton Motorsports | Honda     | 370.23 |
| 16 | 10 | Tony Kanaan         | Chip Ganassi Racing                   | Chevrolet | 370.02 |
| 17 | 11 | Sébastien Bourdais  | KV Racing Technology                  | Chevrolet | 369.90 |
| 18 | 16 | Oriol Servià        | Rahal Letterman Lanigan Racing        | Honda     | 369.75 |
| 19 | 28 | Ryan Hunter-Reay    | Andretti Autosport                    | Honda     | 369.70 |
| 20 | 15 | Graham Rahal        | Rahal Letterman Lanigan Racing        | Honda     | 369.55 |
| 21 | 18 | Carlos Huertas (R)  | Dale Coyne Racing                     | Honda     | 368.94 |
| 22 | 63 | Pippa Mann          | Dale Coyne Racing                     | Honda     | 368.90 |
| 23 | 14 | Takuma Sato         | A.J. Foyt Enterprises                 | Honda     | 368.86 |
| 24 | 68 | Alex Tagliani       | Sarah Fisher Hartman Racing           | Honda     | 368.78 |
| 25 | 6  | Townsend Bell       | KV Racing Technology                  | Chevrolet | 368.55 |
| 26 | 83 | Charlie Kimball     | Chip Ganassi Racing                   | Chevrolet | 368.46 |
| 27 | 5  | Jacques Villeneuve  | Schmidt Peterson Motorsports          | Honda     | 368.38 |
| 28 | 33 | James Davison (R)   | KV Racing Technology                  | Chevrolet | 368.32 |
| 29 | 41 | Martin Plowman (R)  | A.J. Foyt Enterprises                 | Honda     | 368.24 |
| 30 | 8  | Ryan Briscoe        | Chip Ganassi Racing                   | Chevrolet | 368.08 |
| 31 | 22 | Sage Karam (R)      | Dreyer & Reinbold Kingdom Racing      | Chevrolet | 367.63 |
| 32 | 17 | Sebastián Saavedra  | KV Racing Technology                  | Chevrolet | 367.07 |
| 33 | 91 | Buddy Lazier        | Lazier Partners Racing                | Chevrolet | 366.80 |

## Training en Carb Day

### Training– Maandag 19 mei
- Weer: 70 °F, merendeels zonnig

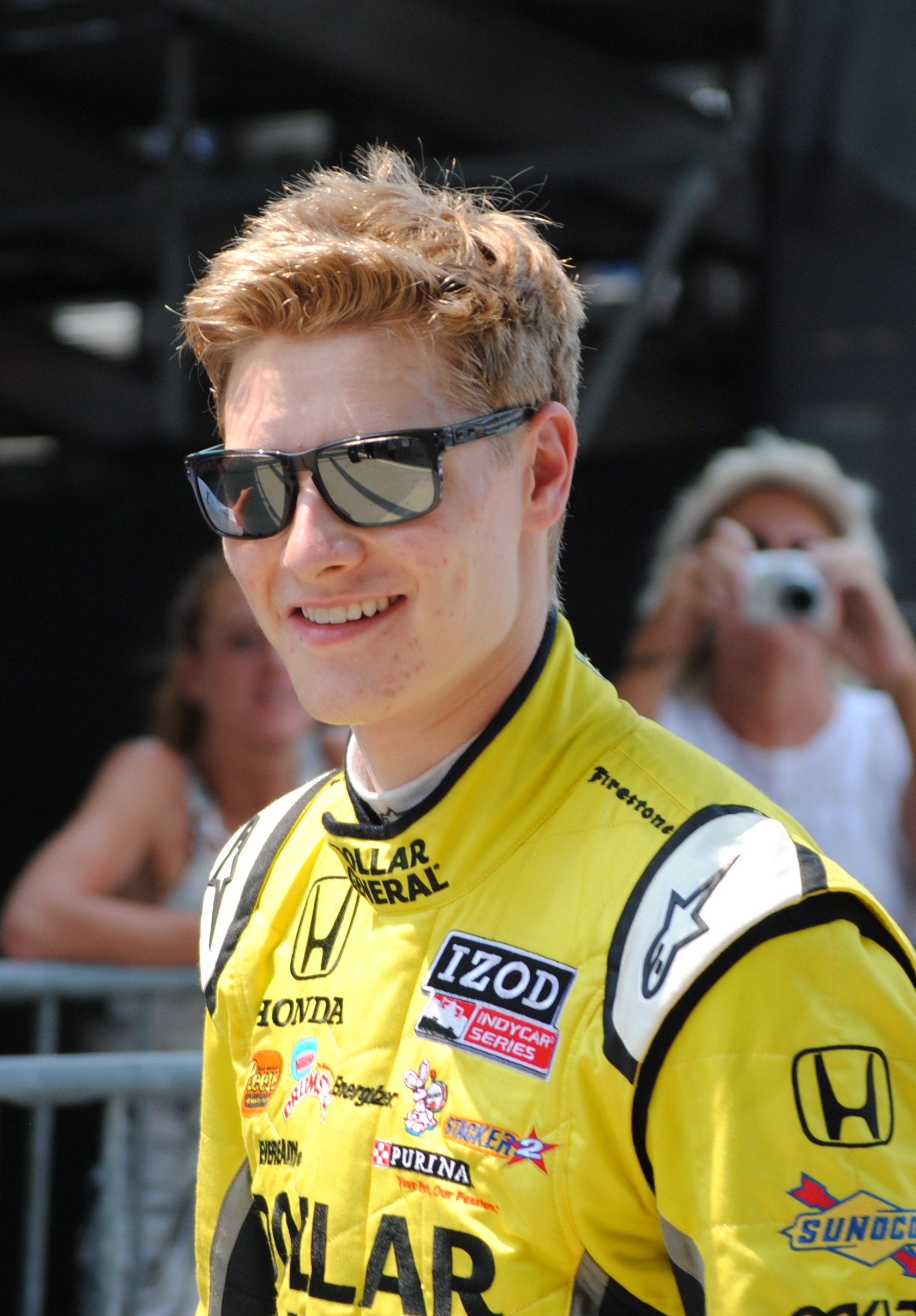
Josef Newgarden

- Samenvatting training: Alle 33 rijders die zich gekwalificeerd hadden mochten aan deze training deelnemen. Het totale aantal ronden kwam op 2329 uit met Josef Newgarden als snelste. Om 13:35 lokale tijd verloor Kurt Busch de controle over zijn auto en crashte in de buitenmuur van bocht twee. De auto had veel schade maar Busch hield hier geen verwondingen aan over.

| Uitslag           | Uitslag | Uitslag            | Uitslag                     | Uitslag         | Uitslag | Uitslag | Uitslag | Uitslag |
| Positie           | Nr      | Rijder             | Team                        | Snelheid (km/h) |         |         |         |         |
| ----------------- | ------- | ------------------ | --------------------------- | --------------- | ------- | ------- | ------- | ------- |
| 1                 | 67      | Josef Newgarden    | Sarah Fisher Hartman Racing | 365.49          |         |         |         |         |
| 2                 | 2       | Juan Pablo Montoya | Team Penske                 | 364.57          |         |         |         |         |
| 3                 | 9       | Scott Dixon        | Chip Ganassi Racing         | 364.41          |         |         |         |         |
| Officiële uitslag |         |                    |                             |                 |         |         |         |         |

### Training– Vrijdag 23 mei
- Weer: n.n.b.
- Samenvatting training: De rijders kwamen tot een totaal van 1441 ronden. Tony Kanaan was de snelste met een snelheid van 366.67 km/h. Er waren geen ongevallen of incidenten.

| Uitslag           | Uitslag | Uitslag       | Uitslag              | Uitslag         | Uitslag | Uitslag | Uitslag | Uitslag |
| Positie           | Nr      | Rijder        | Team                 | Snelheid (km/h) |         |         |         |         |
| ----------------- | ------- | ------------- | -------------------- | --------------- | ------- | ------- | ------- | ------- |
| 1                 | 10      | Tony Kanaan   | Chip Ganassi Racing  | 366.67          |         |         |         |         |
| 2                 | 9       | Scott Dixon   | Chip Ganassi Racing  | 366.57          |         |         |         |         |
| 3                 | 6       | Townsend Bell | KV Racing Technology | 365.68          |         |         |         |         |
| Officiële uitslag |         |               |                      |                 |         |         |         |         |

## Startgrid
| Rij | Binnen | Binnen                 | Midden | Midden             | Buiten | Buiten                 |
| --- | ------ | ---------------------- | ------ | ------------------ | ------ | ---------------------- |
| 1   | 20     | Ed Carpenter           | 27     | James Hinchcliffe  | 12     | Will Power             |
| 2   | 3      | Hélio Castroneves (W)  | 77     | Simon Pagenaud     | 25     | Marco Andretti         |
| 3   | 34     | Carlos Muñoz           | 67     | Josef Newgarden    | 21     | J.R. Hildebrand        |
| 4   | 2      | Juan Pablo Montoya (W) | 9      | Scott Dixon (W)    | 26     | Kurt Busch (R)         |
| 5   | 98     | Jack Hawksworth (R)    | 19     | Justin Wilson      | 7      | Mikhail Aleshin (R)    |
| 6   | 10     | Tony Kanaan (W)        | 11     | Sebastien Bourdais | 16     | Oriol Servià           |
| 7   | 28     | Ryan Hunter-Reay       | 15     | Graham Rahal       | 18     | Carlos Huertas (R)     |
| 8   | 63     | Pippa Mann             | 14     | Takuma Sato        | 68     | Alex Tagliani          |
| 9   | 6      | Townsend Bell          | 83     | Charlie Kimball    | 5      | Jacques Villeneuve (W) |
| 10  | 33     | James Davison (R)      | 41     | Martin Plowman (R) | 8      | Ryan Briscoe           |
| 11  | 22     | Sage Karam (R)         | 17     | Sebastián Saavedra | 91     | Buddy Lazier (W)       |

- (W) = Voormalig Indianapolis 500 winnaars
- (R) = Indianapolis 500 rookie

## Race uitslag
| Positie           | Nr | Rijder                 | Team                             | Motor     | Ronden | Tijd/Opgave  | Pit Stops | Grid | Ronden aan de leiding | Punten |
| ----------------- | -- | ---------------------- | -------------------------------- | --------- | ------ | ------------ | --------- | ---- | --------------------- | ------ |
| 1                 | 28 | Ryan Hunter-Reay       | Andretti Autosport               | Honda     | 200    | 2:40:48.2305 |           | 19   | 56                    | 126    |
| 2                 | 3  | Hélio Castroneves (W)  | Team Penske                      | Chevrolet | 200    | +0.0600      |           | 4    | 38                    | 118    |
| 3                 | 25 | Marco Andretti         | Andretti Autosport               | Honda     | 200    | +0.3171      |           | 6    | 20                    | 103    |
| 4                 | 34 | Carlos Muñoz           | Andretti Autosport               | Honda     | 200    | +0.7795      |           | 7    |                       | 99     |
| 5                 | 2  | Juan Pablo Montoya (W) | Team Penske                      | Chevrolet | 200    | +1.3233      |           | 10   | 16                    | 82     |
| 6                 | 26 | Kurt Busch (R)         | Andretti Autosport               | Honda     | 200    | +2.2666      |           | 12   |                       | 80     |
| 7                 | 11 | Sébastien Bourdais     | KV Racing Technology             | Chevrolet | 200    | +2.6576      |           | 17   |                       | 62     |
| 8                 | 12 | Will Power             | Team Penske                      | Chevrolet | 200    | +2.8507      |           | 3    | 22                    | 85     |
| 9                 | 22 | Sage Karam (R)         | Dreyer & Reinbold Kingdom Racing | Chevrolet | 200    | +3.2848      |           | 31   |                       | 57     |
| 10                | 21 | J.R. Hildebrand        | Ed Carpenter Racing              | Chevrolet | 200    | +3.4704      |           | 9    |                       | 66     |
| 11                | 16 | Oriol Servià           | Rahal Letterman Lanigan Racing   | Honda     | 200    | +4.1077      |           | 18   |                       | 43     |
| 12                | 77 | Simon Pagenaud         | Schmidt Peterson Motorsports     | Honda     | 200    | +4.5677      |           | 5    |                       | 68     |
| 13                | 68 | Alex Tagliani          | Sarah Fisher Hartman Racing      | Honda     | 200    | +7.6179      |           | 24   | 3                     | 38     |
| 14                | 5  | Jacques Villeneuve (W) | Schmidt Peterson Motorsports     | Honda     | 200    | +8.1770      |           | 27   |                       | 39     |
| 15                | 17 | Sebastián Saavedra     | KV Racing Technology             | Chevrolet | 200    | +8.5936      |           | 32   |                       | 38     |
| 16                | 33 | James Davison (R)      | KV Racing Technology             | Chevrolet | 200    | +9.1043      |           | 28   |                       | 34     |
| 17                | 18 | Carlos Huertas (R)     | Dale Coyne Racing                | Honda     | 200    | +12.1541     |           | 21   |                       | 30     |
| 18                | 8  | Ryan Briscoe           | Chip Ganassi Racing              | Chevrolet | 200    | +13.3143     |           | 30   |                       | 41     |
| 19                | 14 | Takuma Sato            | A.J. Foyt Enterprises            | Honda     | 200    | +13.7950     |           | 23   |                       | 38     |
| 20                | 98 | Jack Hawksworth (R)    | Bryan Herta Autosport            | Honda     | 200    | +13.8391     |           | 13   |                       | 42     |
| 21                | 7  | Mikhail Aleshin (R)    | Schmidt Peterson Motorsports     | Honda     | 198    | +2 laps      |           | 15   | 1                     | 37     |
| 22                | 19 | Justin Wilson          | Dale Coyne Racing                | Honda     | 198    | +2 laps      |           | 14   |                       | 36     |
| 23                | 41 | Martin Plowman (R)     | A.J. Foyt Enterprises            | Honda     | 196    | +4 laps      |           | 29   |                       | 16     |
| 24                | 63 | Pippa Mann             | Dale Coyne Racing                | Honda     | 193    | +7 laps      |           | 22   |                       | 31     |
| 25                | 6  | Townsend Bell          | KV Racing Technology             | Chevrolet | 190    | Contact muur |           | 25   |                       | 22     |
| 26                | 10 | Tony Kanaan (W)        | Chip Ganassi Racing              | Chevrolet | 177    | +23 laps     |           | 16   | 1                     | 22     |
| 27                | 20 | Ed Carpenter           | Ed Carpenter Racing              | Chevrolet | 175    | Contact muur |           | 1    | 26                    | 53     |
| 28                | 27 | James Hinchcliffe      | Andretti Autosport               | Honda     | 175    | Contact muur |           | 2    | 14                    | 49     |
| 29                | 9  | Scott Dixon (W)        | Chip Ganassi Racing              | Chevrolet | 167    | Contact muur |           | 11   | 3                     | 30     |
| 30                | 67 | Josef Newgarden        | Sarah Fisher Hartman Racing      | Honda     | 156    | Contact muur |           | 8    |                       | 38     |
| 31                | 83 | Charlie Kimball        | Chip Ganassi Racing              | Chevrolet | 149    | Contact muur |           | 26   |                       | 25     |
| 32                | 91 | Buddy Lazier (W)       | Lazier Partners Racing           | Chevrolet | 87     | Mechanisch   |           | 33   |                       | 11     |
| 33                | 15 | Graham Rahal           | Rahal Letterman Lanigan Racing   | Honda     | 44     | Elektrisch   |           | 20   |                       | 24     |
| Officiële uitslag |    |                        |                                  |           |        |              |           |      |                       |        |